# Liudolf de Saxe
Liudolf, peut-être né en 805 ou 806 et mort le 11/12 mars 866 selon les Annales Xantenses, fut comte (Graf) de Saxe à partir des années 840. Premier membre historiquement attesté de la dynastie des Ottoniens, également nommée « Ludolphides  », il est considéré comme l'ancêtre de la lignée des ducs de Saxe et rois germaniques. 

## Biographie
Les origines de Liudolf sont obscures. Il est possible que ses aïeux aient servi de margraves après l'expansion de l'Empire franc en Saxe, un signe de l'intégration croissante de la noblesse locale après la guerre des Saxons sous le règne de Charlemagne.
En tant que comte saxon, Liudolf disposait de vastes propriétés en Ostphalie s'étendant des rives de la Leine jusqu'aux régions frontalières avec les pays slaves à l'Est. Après être rentré d'un voyage au pape Serge II à Rome, il a fondé l'abbaye de Brunshausen au pied du Harz en 852, ensemble avec sa femme Oda et l'évêque Altfrid de Hildesheim ; les filles de Liudolf sont désignés les premières abbesses. En 881, le monastère fut transféré à Gandersheim où le couple a trouvé sa dernière demeure. L'abbaye devait servir de sépulture aux ducs de Saxe.
Sous le règne de Louis II de Germanie, Liudolf lui-même est devenu l'un des potentats les plus élevés en Saxe, déjà nommé dux selon certaines sources. Sa suprématie est confirmée par le fait que vers 874 le roi a marié son deuxième fils Louis le Jeune à la fille de Liudolf, Liutgarde de Saxe. Néanmoins, l'ancienne conception qui considérait le comte et ses fils comme les premiers « ducs ethniques » est aujourd'hui remise en question, étant donné que les rois carolingiens, à cette époque, avaient toujours l'ambition de régner directement sur toute la Francie orientale.

## Mariage et descendance
Avec sa femme Oda († 913), fille d'un princeps Billung, il a plusieurs enfants, dont :
- Bruno (v.830–880), comte en Saxe, ancêtre putatif de la lignée des Brunonides ;
- Otton « l'Illustre » (v.830–912), comte en Saxe, épousa Hedwige, fille d'Henri de Babenberg ;
- Liutgarde (v.840–885), épouse de Louis le Jeune, fils du roi carolingien Louis II de Germanie vers 874 ;
- Hathumoda (v.840–874), première abbesse de Gandersheim (Brunshausen) à partir de 852 ;
- Gerberga (v.850–896/897), seconde abbesse de Gandersheim ;
- Christina (v.850–919), troisième abbesse de Gandersheim ;
- Thankmar († 878), abbé de Corvey ;
- Enda († v.874).

## Article lié
- Brunonides